# Robert Innes
Robert Thorburn Ayton Innes (10. listopadu 1861 Edinburgh – 13. března 1933 Londýn) byl skotsko-jihoafrický astronom.
Innes objevil v roce 1915 Sluneční soustavě nejbližší hvězdu Proxima Centauri. Mimoto objevil velké množství dvojhvězd a jako první astronom viděl dne 12. ledna 1910 Velkou lednovou kometu roku 1910.
Innes byl zakladatel meteorologické stanice v Johannesburgu, která se později přebudovala v astronomickou observatoř a byla pojmenována Union Observatory. Na jeho počest byl pojmenován asteroid Innes.